# Peter Howson
Peter Howson (Londres, 27 de marzo de 1958) es un pintor británico. Fue el pintor oficial británico durante la Guerra de Bosnia, en 1993, por comisión del Museo Imperial de la Guerra. Recibió el título de oficial de la Orden del Imperio Británico en 2009.

## Primeros años
Howson nació en Londres, hijo de padres escoceses, y fue a vivir a Prestwick, en Escocia, con su familia, cuando tenía cuatro años de edad. Fue soldado de infantería por algún tiempo en los Royal Highland Fusiliers, pero abandonó la carrera militar para dedicarse al estudio artístico. Estudió en la Glasgow School of Art, de 1975 a 1977, y de 1979 a 1981.

## Carrera
Su trabajo ha analizado varios temas. Sus primeros trabajos presentan hombres de la clase trabajadora, como The Heroic Dosser (1987). Fue comisionado por el Imperial War Museum, de Londres, para ser el pintor oficial durante la Guerra de Bosnia, en 1993. Durante su estancia en Bosnia y Herzegovina produjo algunas de sus pinturas más impresionantes y controvertidas documentando las atrocidades que estaban teniendo lugar en aquellos momentos, como Plum Grove (1994). Volvió a ser el pintor de guerra oficial durante la Guerra de Kosovo, en 1999, para el London Times.
Más recientemente su obra ha sido de temática religiosa, relacionándose con su conversión al cristianismo, en 2000, con posterioridad al tratamiento de su alcoholismo y drogodependencia.
Realizó un sello conmemorativo de los hechos de ingeniería para los Correos británicos, en 1998. Fue autor también de portadas de álbumes para grupos de música rock y pop.
Está representado en algunos de los principales museos del mundo, incluyendo la Tate Modern, en Londres, el Imperial War Museum, en Londres, la Galería Nacional Escocesa de Arte Moderno, en Edimburgo, el Metropolitan Museum of Art, Nueva York, y el Museo Nacional de Arte Moderno, de Nueva York.